# 马斯巴赫
马斯巴赫是德国巴伐利亚州的一个市镇。总面积59.31平方公里，总人口4672人，其中男性2340人，女性2332人（2011年12月31日），人口密度79人/平方公里。